# Readlyn
Readlyn is een plaats (city) in de Amerikaanse staat Iowa, en valt bestuurlijk gezien onder Bremer County.

## Demografie
Bij de volkstelling in 2000 werd het aantal inwoners vastgesteld op 786. In 2006 is het aantal inwoners door het United States Census Bureau geschat op 770, een daling van 16 (-2,0%).

## Geografie
Volgens het United States Census Bureau beslaat de plaats een oppervlakte van 0,8 km², geheel bestaande uit land. Readlyn ligt op ongeveer 315 m boven zeeniveau.

## Plaatsen in de nabije omgeving
De onderstaande figuur toont nabijgelegen plaatsen in een straal van 20 km rond Readlyn.